# Старовойтов, Александр Павлович
Алекса́ндр Па́влович Старово́йтов (бел. Аляксандр Старавойтаў; 18 июня1934 — 13 мая 2009) — Заслуженный строитель БССР (1965), Герой Социалистического Труда (1972). Почётный гражданин г. Могилёва (1978),.

## Биография
Родился в деревне Лебедёвка Пропойского района (ныне Славгородский район, Могилёвская область).
С 1951 каменщик, с 1959 бригадир комплексной бригады строительного управления № 59 стройтреста № 12 в Могилеве.
В 1973 году окончил Могилевский строительный техникум.
Звание Героя Социалистического Труда присвоено за производственные успехи в выполнении заданий VIII пятилетки.
Депутат Верховного Совета СССР в 1966—1970 и в 1977—1979.
Депутат Верховного Совета БССР в 1971—1975 и в 1980—1989.

## Награды
- Герой Социалистического Труда (1971)
- Орден Ленина
- Орден Октябрьской Революции
- Орден "Знак Почёта"

## Память
Именем А. П. Старовойтова назван Государственный профессиональный лицей № 9 г. Могилёва